# DB星人
DB星人（日语： DB.STARMAN */?）為日本職棒横滨DeNA海湾之星的吉祥物。主題是一隻倉鼠。

## 特徵
- 年齡不詳，橫濱市出生。屬於倉鼠一族，性別為男性。背號是球隊的象徵星星「☆」。
- 吸引人的地方是星星形狀的臉及肉球。性格貪吃，喜好收集球、睡覺。
- 名字中的「DB」為隊名「DeNA Bay」的簡稱，也有「大好き・ぼくらの（Daisuki・Bokurano）」的意思。